# Хеспе
Хеспе (нем. Hespe) — община в Германии, в земле Нижняя Саксония.
Входит в состав района Шаумбург. Подчиняется управлению Нинштедт. Население составляет 2119 человек (на 31 декабря 2010 года). Занимает площадь 6,49 км².
| Год  | Население |
| ---- | --------- |
| 1990 | 1585      |
| 1995 | 1699      |
| 2000 | 1989      |
| 2005 | 2182      |
| 2010 | 2151      |